# Rajsta
Rajsta, Roiste (biał. Райста, ros. Райста) – wieś na Białorusi, w obwodzie grodzieńskim, w rejonie grodzieńskim, w sielsowiecie Hoża.
Wieś powstała po 1927. Wzięła nazwę od leżącego w pobliżu uroczyska Roiste